# تفسير الطبراني
أحد كتب تفسير القران الكريم منسوب للشيخ الطبراني

## نبذة عن التفسير
التفسير المنسوب للإمام الطبراني تفسير القرآن العظيم أبي القاسم سليمان بن أحمد بن أيوب بن مطير اللخمي الشامي الطبراني
وقد صدر الكتاب في ستة مجلدات من القطع العادي ، متوسط عدد صفحات كل مجلد 600 صفحة ، من غير فهارس تفصيلية للكتاب . وقد قدم المحقق للكتاب بمقدمة في أًصول التفسير ، ثم تحدث عن النسخة الوحيدة التي اعتمد عليها في تحقيق الكتاب وهي المحفوظة في المكتبة الوطنية والجامعية في ستراسبورغ في فرنسا تحت الرقم 4174 وعلى صفحته الأولى كتب الناسخ ( هذا كتاب تفسير فريد دهره وحكيم عصره شيخ الإسلام الإمام الهمام الشيخ الطبراني الكبير عن تفسير القرآن العظيم) ، ثم ذكر وصف المخطوطة وعدد أوراقها .
وقد وقف وقفة طويلة مع بحث الأستاذ إبراهيم باجس عبد الكريم المنشور في مجلة (عالم المخطوطات والنوادر) المجلد الثاني - العدد الأول بتاريخ المحرم - جمادى الآخرة عام 1418هـ بعنوان (تفسير الطبراني أم تفسير الغزنوي). والتي تحدث فيها الأستاذ باجس عن خطأ نسبتها للإمام سليمان بن أيوب الطبراني رحمه الله، ومال إلى نسبتها للغزنوي صاحب تفسير الفقهاء. كما أنه ذكر باختصار أسلوب التفسير ومنهج المفسر. كما ذكر نسخ تفسير الغزنوي المخطوطة.